# Betulodes crebraria
Betulodes crebraria är en fjärilsart som beskrevs av Achille Guenée 1858. Betulodes crebraria ingår i släktet Betulodes och familjen mätare. Inga underarter finns listade i Catalogue of Life.